# Služebnice Nejsvětější Svátosti
Služebnice Nejsvětější Svátosti také známé jako Sakramentýnky (francouzsky: Servantes du Très-Saint-Sacrement) je ženská řeholní kongregace, jejíž zkratkou je S.S.S.

## Historie

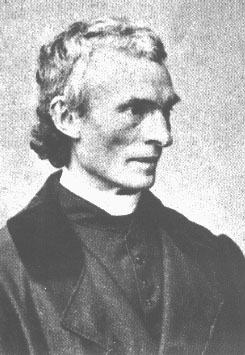
svatý Pierre-Julien Eymard

Kongregace vznikla 25. května 1858 v Paříži. Zakladatelem byl kněz Pierre-Julien Eymard a Marguerite Guillot. Stala se ženskou odnoží mužské kongregace kněží Nejsvětější Svátosti, aby připravovala děti na první svaté přijímání.
Kongregace byla schválena roku 1858 kardinálem François-Nicholas-Madeleine Morlotem a 21. července 1871 byla schválena Svatým stolcem. Dne 8. května 1885 papež Lev XIII. schválil její stanovy.

## Aktivita a šíření
Věnují se trvalé adoraci před Nejsvětější svátostí, šíření eucharistické zbožnosti a katechezi.
Jsou přítomny v Evropě (Francie, Itálie, Nizozemsko), v Americe (USA, Kanada, Brazílie), v Austrálii a Konžské republice; generální kurie se nachází v kanadském Sherbrooke.
K roku 2008 měla 308 sester ve 28 domech.